# Thomas Nast
Thomas Nast (27 de setembre de 1840 - 7 de desembre de 1902) va ser un caricaturista germano-estatunidenc de final del segle xix. És considerat com un dels pares de la caricatura política dels Estats Units.

## Joventut i formació
Thomas va néixer a la ciutat alemanya de Landau in der Pfalz (en el Rheinpfalz), fill d'un músic pertanyent al 9è regiment de Baviera. La seva mare ho va portar a Nova York el 1846 quan tenia 6 anys, on va estudiar arts aproximadament durant un any amb Alfred Fredericks i Theodore Kaufmann a la National Academy of Design. A l'edat de 15 anys va començar a treballar com dissenyador per al periòdic Frank Leslies Illustrated Newspaper, i tres anys després per al Harper's Weekly.

## Carrera

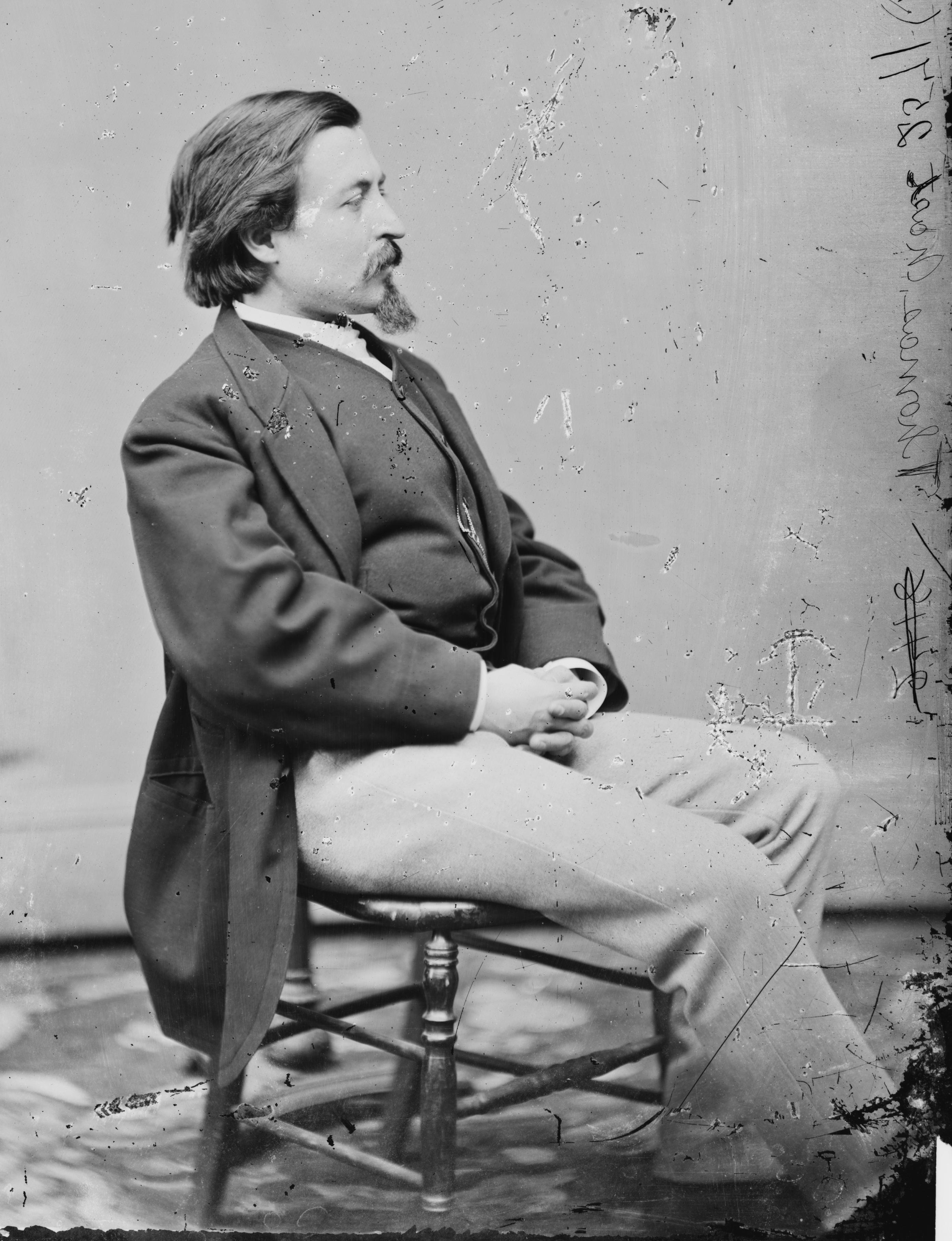
Fotografia de Nast.

Nast va dibuixar per a la revista Harper durant dos períodes, el primer des de 1859 a 1860 i l'últim a partir de 1862 fins al 1886. El 1860 va viatjar a Anglaterra per al New York Illustrated News amb l'objecte de presenciar un combat de boxa entre Heenan i Sayers, i després es va unir a Garibaldi a Itàlia com artista per al Illustrated London News. Les historietes i els articles de Nast sobre la campanya militar de Garibaldi per a unificar Itàlia van capturar la imaginació popular en els Estats Units. El 1861, va contreure matrimoni amb Sarah Edwards.
El seu primer treball seriós en caricatura va ser la historieta «Peace» en contra d'aquells en el Nord que s'oposen a la continuació de la guerra civil dels Estats Units. Aquesta i unes altres de les seves historietes que va realitzar durant els dies de la guerra civil i de la reconstrucció van ser publicades en el Harper's Weekly. Ell va ser conegut per dibuixar camps de batalla en la frontera i en els estats del sud. Aquests li van valer l'interès del públic i del president Abraham Lincoln qui ho va denominar:
| « | el nostre millor sergent de reclutament. | » |

En conseqüència, més avanci Nast s'oposarà fortament al president Andrew Johnson i a la seva política de reconstrucció.

### Campanya contra el «Tweed Ring»

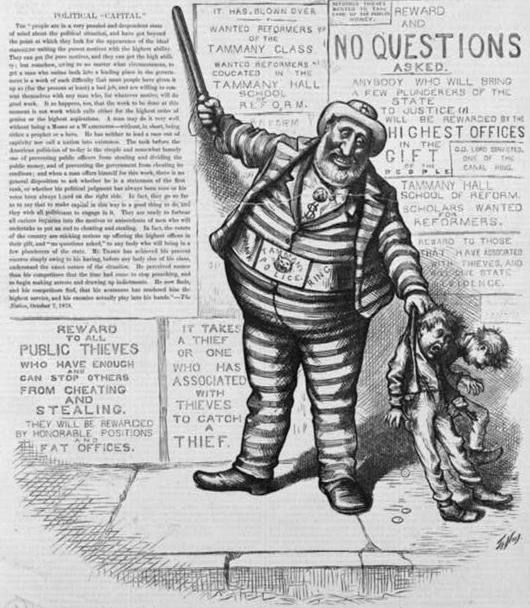
Caricatura de William M. Tweed, The Boss.

Les il·lustracions de Nast van contribuir a la caiguda del polític William Tweed, també conegut com a «Boss» (Patró). Aquest temia tant el llapis de Nast que va enviar un emissari que li va proposar un suborn de 500.000 dòlars per a abandonar la seva campanya anti-Tweed i per a abandonar el país. Nast va rebutjar l'oferta i ha redoblat els seus atacs. Tweed va ser arrestat el 1873 i condemnat per frau. Quan el Boss va intentar escapar-se de la justícia al desembre de 1875, fugint cap a Cuba i d'allí a Espanya, els funcionaris encarregats de detenir-ho a Vigo van poder identificar-ho gràcies als dibuixos de Nast.

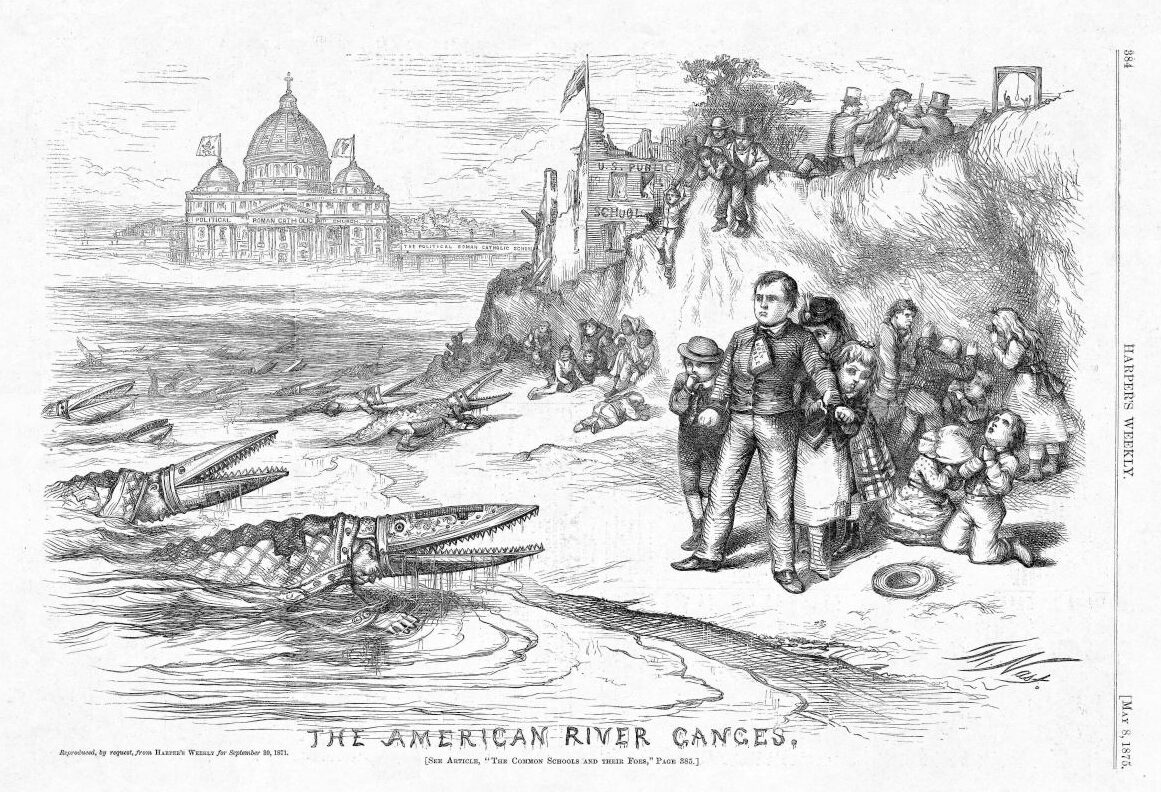
The American River Ganges.

Per a Nast, les comunitats d'emigrants irlandesos havien permès popularitzar el nom de Tweed. Per aquesta raó, i també perquè Nast era anti-catòlic i nativista - és a dir, estava en contra la campanya d'immigració americana - presentava sovint a la comunitat irlandesa i al clero catòlic sota una llum poc favorable. El 1875, en una de les seves il·lustracions titulada «The American River Ganges», Nast va representar els bisbes catòlics sota les característiques de cocodrils llests per a atacar a famílies americanes.
En general els seus historietes polítiques van fer costat als indis americans, americans xinesos i van advocar per l'abolició de l'esclavitud. Nast també va tractar temes vinculats amb la segregació i amb la violència del Ku Klux Klan, que van ser detallats en una de les seves més famoses caricaturas «Worse than Slavery» (pitjor que l'esclavitud), en la qual va representar a una família negra la casa de la qual és destruïda per un incendi provocat intencionalment, paral·lelament es veu a dos membres del Ku Klux Klan estrenyent-se la mà com a senyal de victòria del seu acte destructiu contra els béns dels negres americans.

### Política

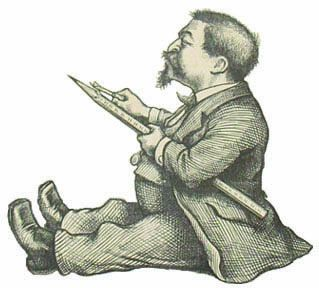
Autoretrat de Nast.

La revista Harper's Weekly i Nast van exercir un paper essencial en les eleccions d'Ulysses S. Grant en 1868 i el 1872. En la campanya del 1872, la ridiculització de la candidatura de Horace Greeley per part de Nast no va tenir pietat. Nast es va tornar un amic personal del president Grant i les seves famílies compartien sopars regularment fins a la mort de Grant (1885). Per una altra part Nast va animar a l'antic president a escriure la seva autobiografia mentre aquest lluitava contra el càncer.
Nast es va mudar a Morristown, Nova Jersey, el 1872 i va viure molts anys allí. El 1873, va viatjar pels Estats Units donant conferències i presentant les seves obres, va reiterar aquest acte en 1885 i 1887.
Compartia les opinions polítiques del seu amic Mark Twain i va romandre nombrosos anys fidel a les idees republicanes. Nast s'oposava a la inflació de la moneda i, per a il·lustrar la situació, ha caricaturitzat un bebè en parracs. Va exercir un rol important en l'elecció presidencial de Rutherford B. Hayes el 1876. Hayes va afirmar més tard sobre Nast que aquest era:
| « | La més potent de les ajudes» que ell havia rebut. | » |

Però l'il·lustrador aviat va acabar per perdre les seves il·lusions sobre Hayes, qui criticava la política de pacificació del Sud. el «Harper's» es va negar a donar-li llibertat a Nast per a atacar a Hayes; amb la mort de Fletcher Agarrar el 1877, Nast havia perdut un important suport en la revista i les seves contribucions es van fer cada vegada menys freqüent. Thomas Nast es va concentrar en les pintures a l'oli i en la il·lustració de llibres, però tal producció no pot comparar-se a la de les seves caricatures.
El 1890, va publicar «Thomas Nast's Christmas Drawings for the Human Race». A més va contribuir amb il·lustracions en distintes publicacions, però a causa de les noves tècniques d'il·lustració i l'arribada de joves talents, no va gaudir de l'èxit que va tenir en anys anteriors. El 1892, va prendre el control d'una revista en decadència, denominat New York Gazette, i l'ha renomenat com Nast's Weekly. De volta en el si republicà, Nast va utilitzar la seva revista per a publicar caricatures de suport a Benjamin Harrison, candidat a la reelecció presidencial. Però la revista no va tenir impacte i van cessar les publicacions poc després de la derrota de Harrison.
El 1902 Theodore Roosevelt, ho va designar cònsol general dels Estats Units en Guayaquil, Equador. Durant un brot mortal de febre groga, Nast heroicamente va complir les nombroses missions diplomàtiques i comercials que li van ser encarregades. A l'edat de 62 anys, el 1902, va morir a causa de la febre groga contreta en Guayaquil. El seu cos va retornar als Estats Units on fou enterrat al Cementiri Woodlawn, en el Bronx, Nova York.

## Millors treballs

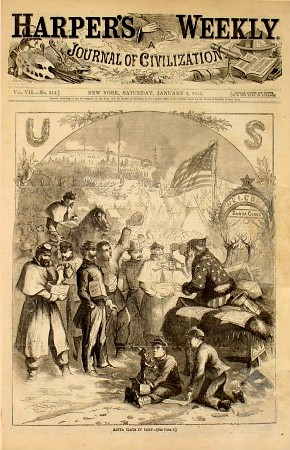
Versió de Santa Claus publicada a la portada de l'Harper's Weekly, el 3 de gener de 1863.
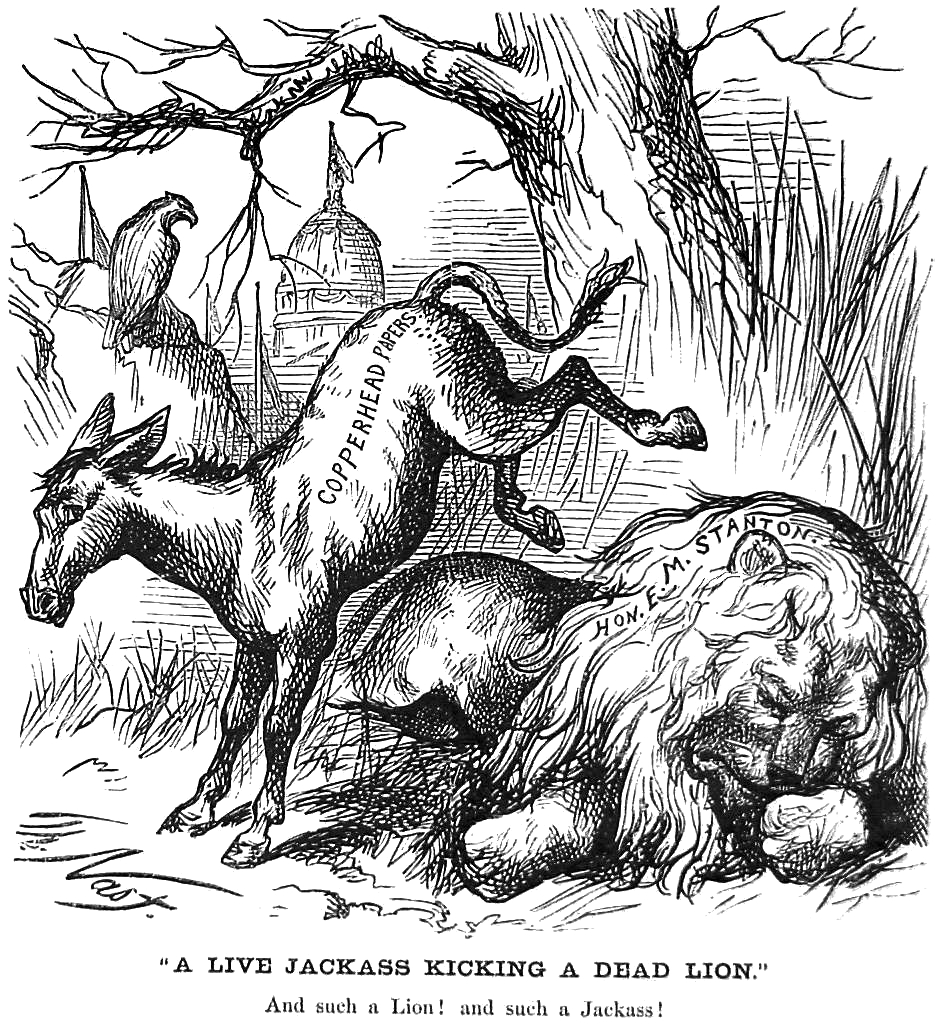
El burro del Partit Demòcrata dels Estats Units.
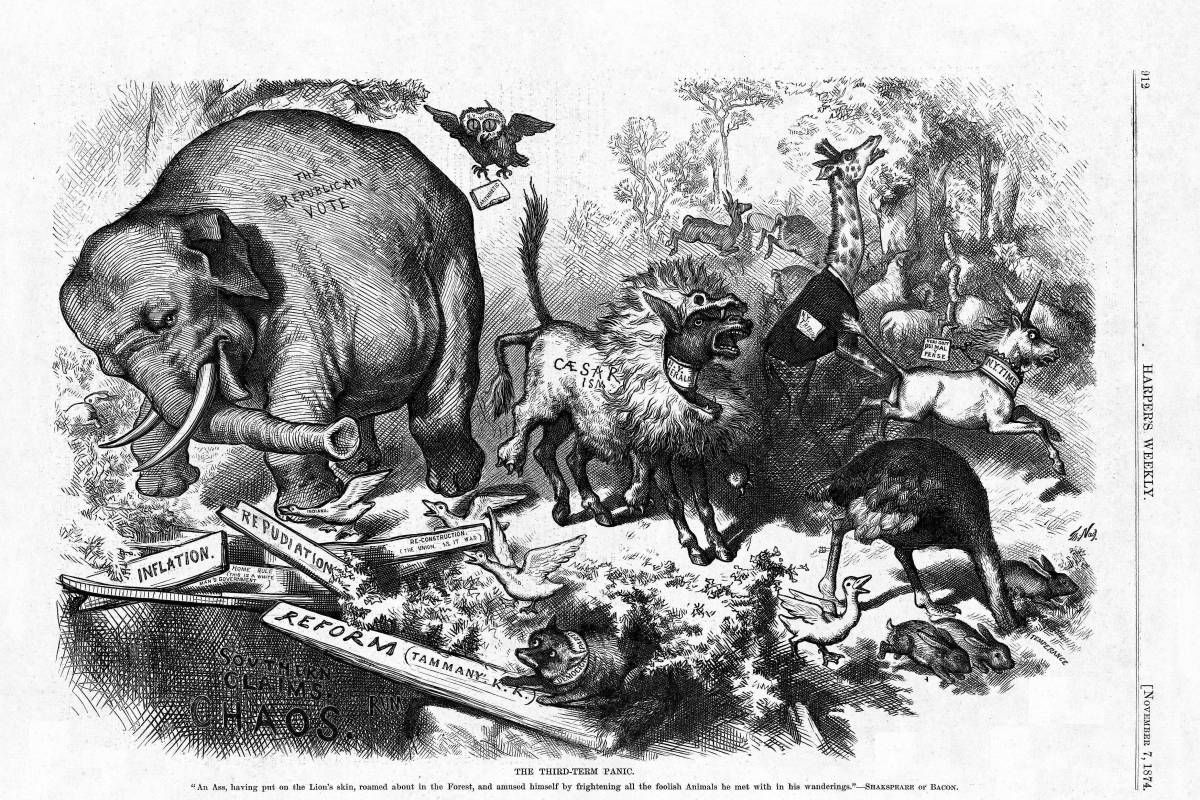
L'elefant del Partit Republicà dels Estats Units.
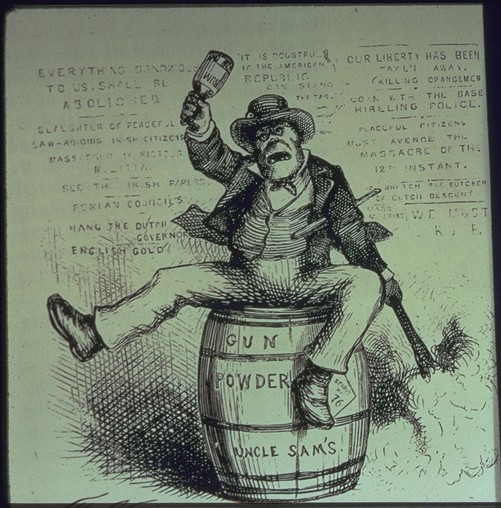
Caricatura dels irlandesos, retratats com simis.
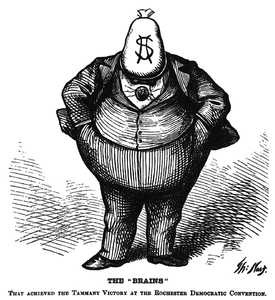
Caricatura de William M. Tweed, The Boss.
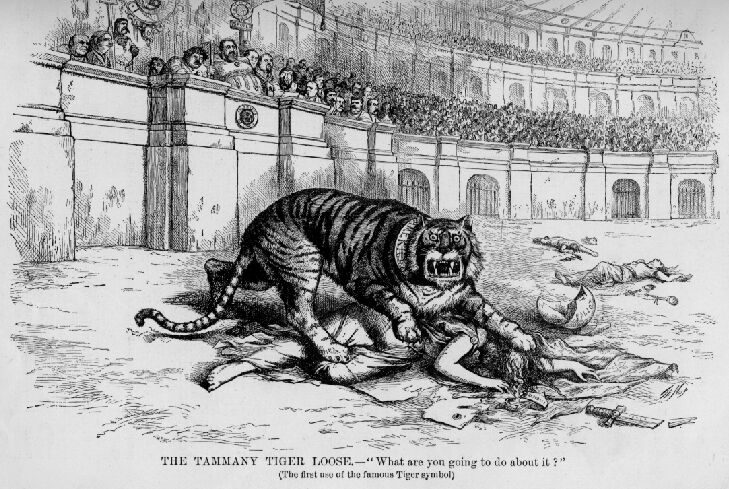
El tigre Tammany Hall, que mata la democràcia.
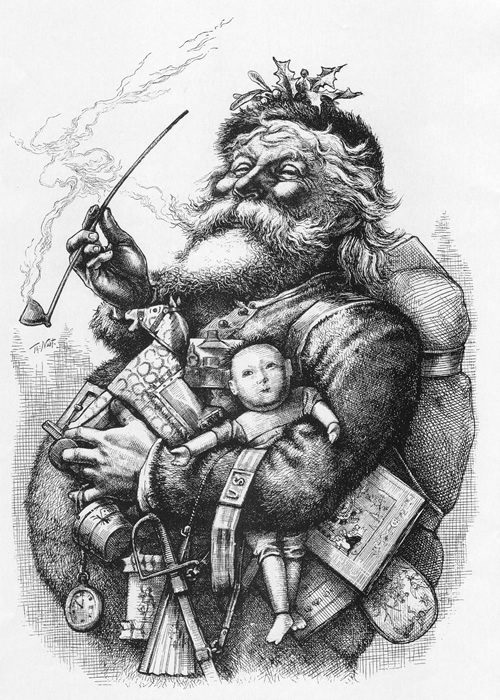
Santa Claus, 1881.
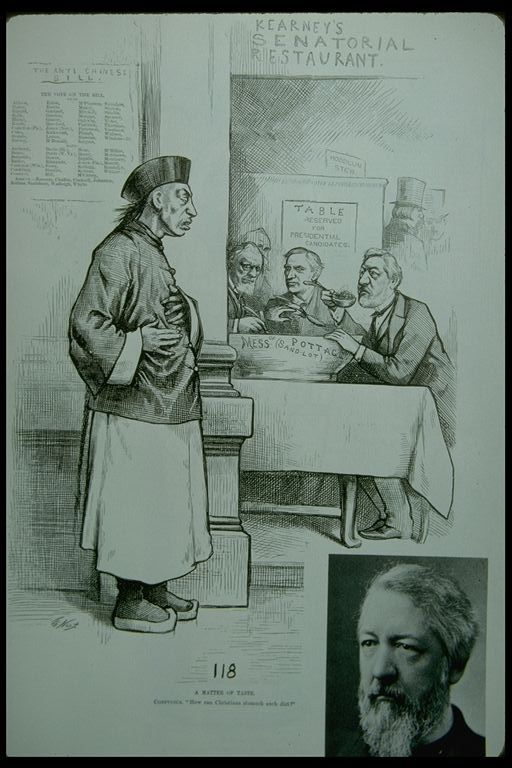
Caricatura d'un emigrant xinès.